# Pyrgulopsis milleri
Pyrgulopsis milleri là một loài ốc rất nhỏ nước ngọt có nắp, là động vật chân bụng sống dưới nước động vật thân mềm thuộc họ Hydrobiidae.

## Phân bố
Pyrgulopsis milleri occurs only in water from springs in the upper part của sông Tule tây nam California.